# Alpenvergeet-mij-nietje
Het Alpenvergeet-mij-nietje (Myosotis alpestris) is een soort uit de ruwbladigenfamilie (Boraginaceae).
Het zijn tot 10-15 cm hoge, een- of tweejarige planten. De onderste bladeren zijn rozetvormig gerangschikt. De bloemen zijn tot 9 mm breed en licht tot intensief blauw met geel.
Het Alpenvergeet-mij-nietje komt voor in de gebergten van Europa, Azië en Noord-Amerika. Als standplaatsen gelden vochtige vlakten en weiden tussen de 1300 en 3000 m hoogte. De soort groeit op zowel silicaat- als kalkhoudende grond.
... · 
M. alpestris (Alpenvergeet-mij-nietje) · M. antarctica · M. arvensis (Akkervergeet-mij-nietje) · M. discolor (Veelkleurig vergeet-mij-nietje) · M. laxa · M. laxa subsp. cespitosa (Zompvergeet-mij-nietje) · M. ramosissima (Ruw vergeet-mij-nietje) · M. scorpioides · M. scorpioides subsp. scorpioides (Moerasvergeet-mij-nietje) · M. scorpioides subsp. nemorosa (Weidevergeet-mij-nietje) · M. stricta (Stijf vergeet-mij-nietje) · M. sylvatica (Bosvergeet-mij-nietje) · 
...